# Ototylomys phyllotis
Ototylomys phyllotis, ook wel grootoorboomrat genoemd, is een zoogdier uit de familie van de Cricetidae. De wetenschappelijke naam van de soort werd voor het eerst geldig gepubliceerd door Merriam in 1901.
Ototylomys phyllotis heeft een kop-romplengte van 12 tot 16 cm, een staartlengte van 11 tot 17 cm en een gewicht van 34 tot 84 gram. De soort leeft in regenwouden en droogbossen van zeeniveau tot 1.900 meter hoogte van Yucatán en Chiapas in zuidelijk Mexico tot het zuidwesten van Costa Rica. Ototylomys phyllotis is een nachtactief boombewonend knaagdier dat zich voedt met fruit, zaden en bladeren.